# Eparquía de la Sagrada Familia de Londres
La eparquía de la Sagrada Familia de Londres (en latín: Eparchia Sanctae Familiae Londiniensis, en inglés: Ukrainian Catholic Eparchy of the Holy Family of London y en ucraniano: Лондонська Пресвятої Родини) es una circunscripción eclesiástica de la Iglesia católica en el Reino Unido. Se trata de una eparquía greco-católica ucraniana, inmediatamente sujeta a la Santa Sede. Desde el 15 de enero de 2020 su eparca es Kenneth Anthony Adam Nowakowski.

## Territorio y organización
La eparquía tiene 229 956 km² y extiende su jurisdicción sobre los fieles católicos de rito bizantino greco-católicos ucranianos residentes en Inglaterra, Gales y Escocia. Las dependencias de la Corona de Isla de Man, Jersey y el bailiazgo de Guernsey forman parte de diócesis inglesas, por lo que también son parte de la eparquía.
La sede de la eparquía se encuentra en la ciudad de Londres, en donde se halla la Catedral de la Sagrada Familia en el Exilio.
En 2023 en la eparquía existían 15 parroquias:
En Inglaterra
- en Londres: Ukrainian Catholic Cathedral of the Holy Family in Exile[1]
- en Bristol: St Mary on the Quay
- en Birmingham: St Catherine of Siena Church
- en Bedford: St Josaphat Ukrainian Greek Catholic Church
- en Coventry: St Vladimir the Great
- en Derby: St Michael's Ukrainian Catholic Church
- en Gloucester: Good Shepherd Ukrainian Catholic Church
- en Leicester: Ascension of Our Lord Ukrainian Catholic Church
- en Nottingham: St Alban's Church
- en Peterborough: St Olga Ukrainian Catholic Church
- en Wolverhampton: Saints Volodymyr and Olga Ukrainian Catholic Church
- en Ashton-under-Lyne: St Paul's Church
- en Rochdale: St Mary and St James Ukrainian Catholic Church
- en Bolton: All Saints Ukrainian Catholic Church
- en Blackburn: Saint Alban's Church
- en Bradford: The Holy Trinity and Our Lady of Pochayer Ukrainian Catholic Church
- en Dewsbury: Our Lady and Saint Paulinus
- en Mánchester: St Mary's Ukrainian Catholic Church
- en Mánchester: Our Lady of the Assumption
- en Oldham: SS Peter and Paul and All Saints Ukrainian Catholic Church

En Gales
- en Cardiff: Parish of St Theodore of Tarsus at St Cuthbert's
- en Swansea: Parish of St Theodore of Tarsus at St Peter's

En Escocia
- en Leith: St Andrew's Ukrainian Catholic Church

El eparca Kenneth Anthony Adam Nowakowski es visitador apostólico en Irlanda e Irlanda del Norte desde el 4 de julio de 2022.

## Historia

### Antecedentes
Desde fines del siglo XIX muchos ucranianos emigraron a Inglaterra, principalmente a Londres y a la zona de Mánchester, y más tarde se les conoció como stari emihranty, es decir, "viejos inmigrantes". 
Después de la Segunda Guerra Mundial el número de inmigrantes de Europa Oriental aumentó en las islas británicas: entre ellos había numerosos católicos ucranianos, que como la mayoría de sus compatriotas procedían de la parte occidental de Ucrania. Inicialmente muchos de estos católicos orientales celebraban sus ritos en establecimientos industriales y casas de alquiler, es decir, en lugares económicos donde se habían asentado. Algunos practicaban en las iglesias locales el rito latino, pero no según la liturgia bizantina.
Finalmente, los católicos ucranianos pudieron organizar cultos en su propia liturgia, a menudo en iglesias locales de rito latino. En Coventry, a partir de 1948, la iglesia de Cristo Rey, en Coundon, comenzó a realizar celebraciones de rito bizantino-ucraniano, que pronto se trasladaron a la iglesia de Santa Elisa, en Foleshill. 

### Exarcado apostólico
El exarcado apostólico para los fieles ucranianos de rito bizantino residentes en Inglaterra y Gales fue erigido el 10 de junio de 1957 mediante la bula Quia Christus del papa Pío XII.

Quae cum ita sint, audita sententia venerabilis Fratris Nostri Eugenii S. R. E. Cardinalis Tisserant, Sacrae Congregationis pro Ecclesia Orientali a Secretis; auditoque quid super hac resentirent sive venerabiles Fratres Episcopi Latini ritus quorum interesset, sive venerabilis Frater Gëraldus Patricius O'Hara, Delegatus Apostolicus in Britannia; post rem ea consideratione, qua oporteret, reputatam, atque consensum suppletum eorum qui aliquid iuris in hoc negotio habeant, de Nostra summa et apostolica auctoritate quae sequuntur decernimus atque statuimus. In regionibus Anglia et Vallia, exclusa Scotia, exarchatum apostolicum condimus pro populis Ruthenis Byzantini ritus ibidem commorantibus, cum iuribus, privilegiis, honoribus ad has Ecclesias spectantibus. Ad officium autem primi Exarchi Apostolici venerabilem Fratrem Villelmum Godfrey, Archiepiscopum Vestmonasteriensem, eligimus et nominamus, datis scilicet honoribus et iuribus, itemque oneribus impositis quae talium Antistitum sunt propria. Novus exarchatus apostolicus directo Nobis et huic Apostolicae Sedi subicietur; idem erit de eius Exarcho, cui administrandus committitur. Sedes Ecclesiae atque summi Praesulis domicilium Londinii collocabitur; in qua urbe exarchale templum cito construetur.

Con la ayuda del cardenal John Heenan, el obispo Augustine Hornyak pudo transformar una antigua capilla metodista en una iglesia catedral del exarcado apostólico.
En 1959 más de 700 católicos ucranianos se habían registrado en Coventry: en Midlands, un sacerdote católico ucraniano celebraba según el rito bizantino para los fieles de Coventry, así como en Rugby, Gloucester, Bristol, Birmingham y Cheltenham.
El exarcado apostólico fue extendido a Escocia el 12 de mayo de 1968 mediante el decreto Apostolica Constitutione de la Congregación para las Iglesias Orientales asumiendo el nombre de exarcado apostólico para los fieles ucranianos de rito bizantino residentes en Gran Bretaña.
Después de que Ucrania se independizó el 24 de agosto de 1991, se inició un período de dificultades económicas que impulsó una nueva emigración de ucranianos a Gran Bretaña.

### Eparquía
El 18 de enero de 2013 el exarcado apostólico fue elevado al rango de eparquía mediante la bula Christi in terris del papa Benedicto XVI, asumiendo su nombre actual.

Christi in terris Vicarii facti, non possumus quin ardeamur voluntate Ipsius Qui ignem venit mittere in terram ut homines amore Dei accenderentur (cfr Lc 12, 49). Qua flamma incensi, in id totis viribus contendimus ut res singularum Ecclesiarum apte disponantur ita ut christifideles, omnia in summi numinis Dei Omnipotentis gloriam referentes, Eius Filii optata perficiant aeternamque salutem consequantur. Quapropter nunc paternam intendimus curam in coetus Ucrainorum christifidelium byzantini ritus in Magna Britannia degentium, quod numero satis floret ut animarum bono conducere videatur simulque fidei alendae si id Eparchiae formam redigamus. Quam ob rem, attenta sententia Synodi Episcoporum Ecclesiae Graeco-Catholicae Ucrainae, petitione quoque officiali accepta Archiepiscopi Maioris Kioviensis-Haliciensis necnon favorabili voto habito Nuntii Apostolici in Regno Unito necnon Conferentiae Episcoporum in Anglia et Cambria, Nos, de consultu Congregationis pro Ecclesiis Orientalibus, plenitudine Apostolicae Nostrae potestatis usi, haec quae sequuntur decrevimus. Exarchia Apostolica pro christifidelibus Ucrainis Byzantini Ritus in Magna Britannia commorantibus ad gradum et dignitatem Eparchiae, nomine Sanctae Familiae Londiniensis, attollatur, omnibus datis iuribus et honoribus, quae ad huiusmodi Ecclesias de iure communi pertinent. Cathedralis Ecclesia eiusdem Exarchiae effíciatur Eparchialis, Quod ad residentiam Episcopi necnon conclaviam Curiae attinet, utraque in presenti sede ut permaneat decemimus. Volumus insuper ut omnes sacerdotes in Exarchiae territorio ministerium exercentes nova in Eparchia ipso facto incardinentur. Qui alumni in seminariis ex eiusdem Exarchiae paroeciis proveniunt, eidem circumsciptioni ascribentur. Nova Eparchia Sedi Apostolicae directe subicietur. Inclusa tamen in contextu Ecclesiae Angliae et Cambriae, eius Episcopus in Conferentiam Episcopalem Angliae et Cambriae adsciscetur. Cetera ad normam iuris expediantur.

El 9 de junio de 2023 la eparquía, según el decreto del obispo Kenneth, cambió la fecha del calendario juliano al 1 de septiembre de 2023 del calendario gregoriano, en particular para la Pascua.

## Estadísticas
Según el Anuario Pontificio 2024 la eparquía tenía a fines de 2023 un total de 13 000 fieles bautizados.
| Año                                                                             | Población            | Población | Población      | Sacerdotes | Sacerdotes    | Sacerdotes    | Bautizados por sacerdote | Diáconos permanentes | Religiosos | Religiosos | Parroquias |
| Año                                                                             | Bautizados católicos | Total     | % de católicos | Total      | Clero secular | Clero regular | Bautizados por sacerdote | Diáconos permanentes | Varones    | Mujeres    | Parroquias |
| ------------------------------------------------------------------------------- | -------------------- | --------- | -------------- | ---------- | ------------- | ------------- | ------------------------ | -------------------- | ---------- | ---------- | ---------- |
| 1969                                                                            | ?                    | ?         | ?              | 17         | 13            | 4             | ?                        |                      | 4          | 7          | 11         |
| 1978                                                                            | 25 000               | ?         | ?              | 12         | 9             | 3             | 2083                     |                      | 3          | 5          | 13         |
| 1990                                                                            | 27 000               | ?         | ?              | 16         | 13            | 3             | 1687                     |                      | 3          | 4          | 14         |
| 1998                                                                            | 15 000               | ?         | ?              | 14         | 12            | 2             | 1071                     |                      | 2          | 4          | 14         |
| 1999                                                                            | 15 000               | ?         | ?              | 14         | 12            | 2             | 1071                     |                      | 2          | 5          | 14         |
| 2000                                                                            | 15 000               | ?         | ?              | 14         | 12            | 2             | 1071                     |                      | 2          | 4          | 14         |
| 2001                                                                            | 15 000               | ?         | ?              | 15         | 12            | 3             | 1000                     |                      | 3          | 4          | 14         |
| 2002                                                                            | 15 000               | ?         | ?              | 15         | 12            | 3             | 1000                     |                      | 3          | 4          | 14         |
| 2005                                                                            | 50 000               | ?         | ?              | 19         | 15            | 4             | 2631                     |                      | 4          |            | 15         |
| 2009                                                                            | 10 000               | ?         | ?              | 17         | 12            | 5             | 588                      |                      | 5          | 1          | 12         |
| 2012                                                                            | 10 130               | ?         | ?              | 14         | 11            | 3             | 723                      |                      | 3          | 1          | 12         |
| 2013                                                                            | 10 210               | ?         | ?              | 14         | 11            | 3             | 729                      |                      | 3          | 1          | 16         |
| 2016                                                                            | 12 500               | ?         | ?              | 17         | 14            | 3             | 735                      |                      | 3          | 3          | 16         |
| 2019                                                                            | 13 000               |           |                | 21         | 17            | 4             | 619                      |                      | 4          | 2          | 18         |
| 2021                                                                            | 13 000               |           |                | 14         | 13            | 1             | 928                      |                      | 1          |            | 15         |
| 2023                                                                            | 13 000               |           |                | 17         | 16            | 1             | 764                      |                      | 2          | 2          | 15         |
| Fuente: Catholic-Hierarchy, que a su vez toma los datos del Anuario Pontificio. |                      |           |                |            |               |               |                          |                      |            |            |            |

## Episcopologio
- Sede vacante (1957-1963)

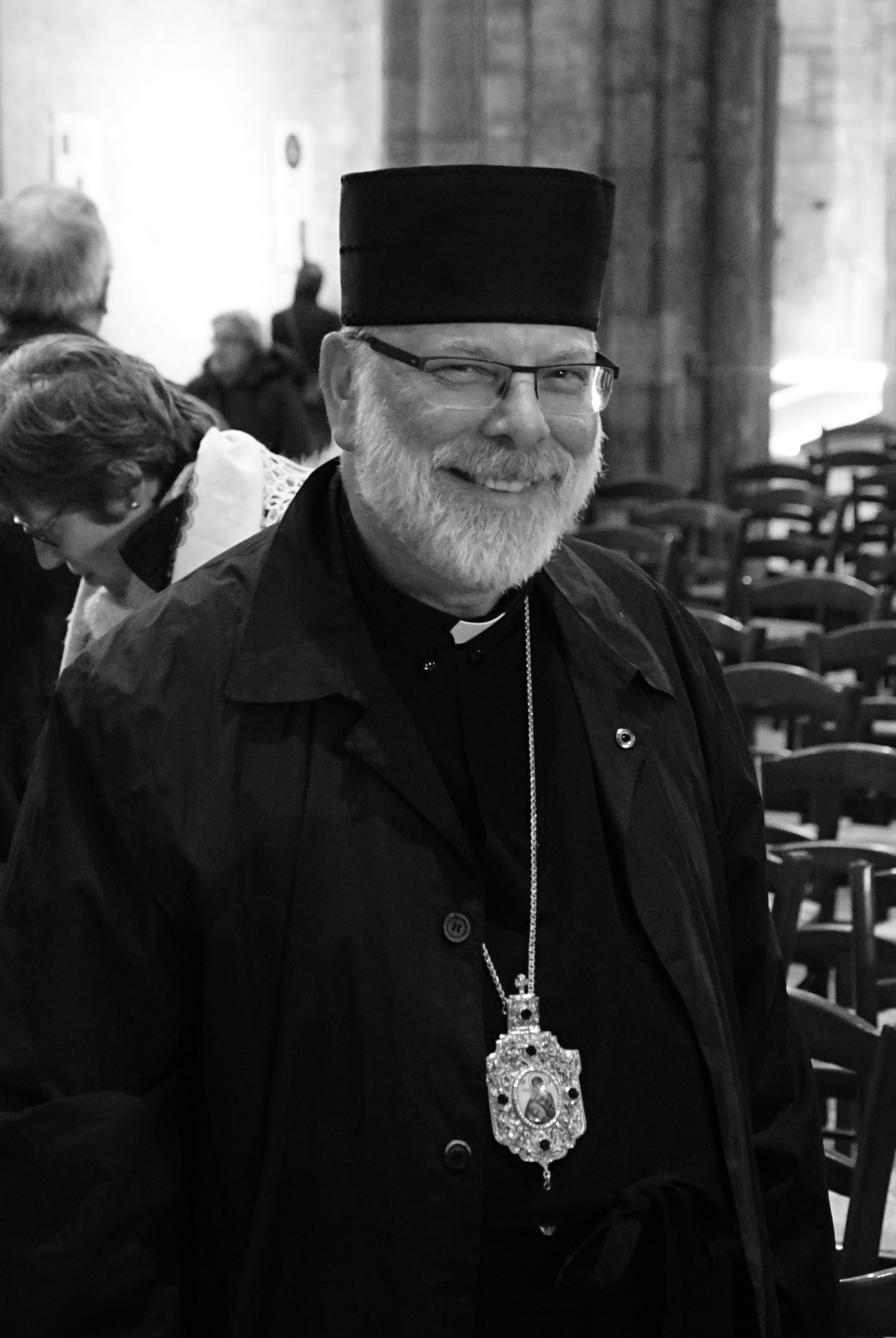
Kenneth Anthony Adam Nowakowski, eparca de la Sagrada Familia de Londres desde 2020

- Augustine Hornyak, O.S.B.M. † (18 de abril de 1963-29 de septiembre de 1987 renunció)
- Michael Kuchmiak, C.SS.R. † (27 de febrero de 1988-5 de abril de 2002 retirado)
- Paul Patrick Chomnycky, O.S.B.M. (5 de abril de 2002-3 de enero de 2006 nombrado eparca de Stamford)
  - Sede vacante (2006-2011)
- Hlib Borys Sviatoslav Lonchyna, M.S.U. (14 de junio de 2011- 1 de septiembre de 2019 renunció)[nota 2][nota 3]
- Kenneth Anthony Adam Nowakowski, desde el 15 de enero de 2020[9]